# 蘭格克貝格山
47°36′0″N 11°48′39″E / 47.60000°N 11.81083°E

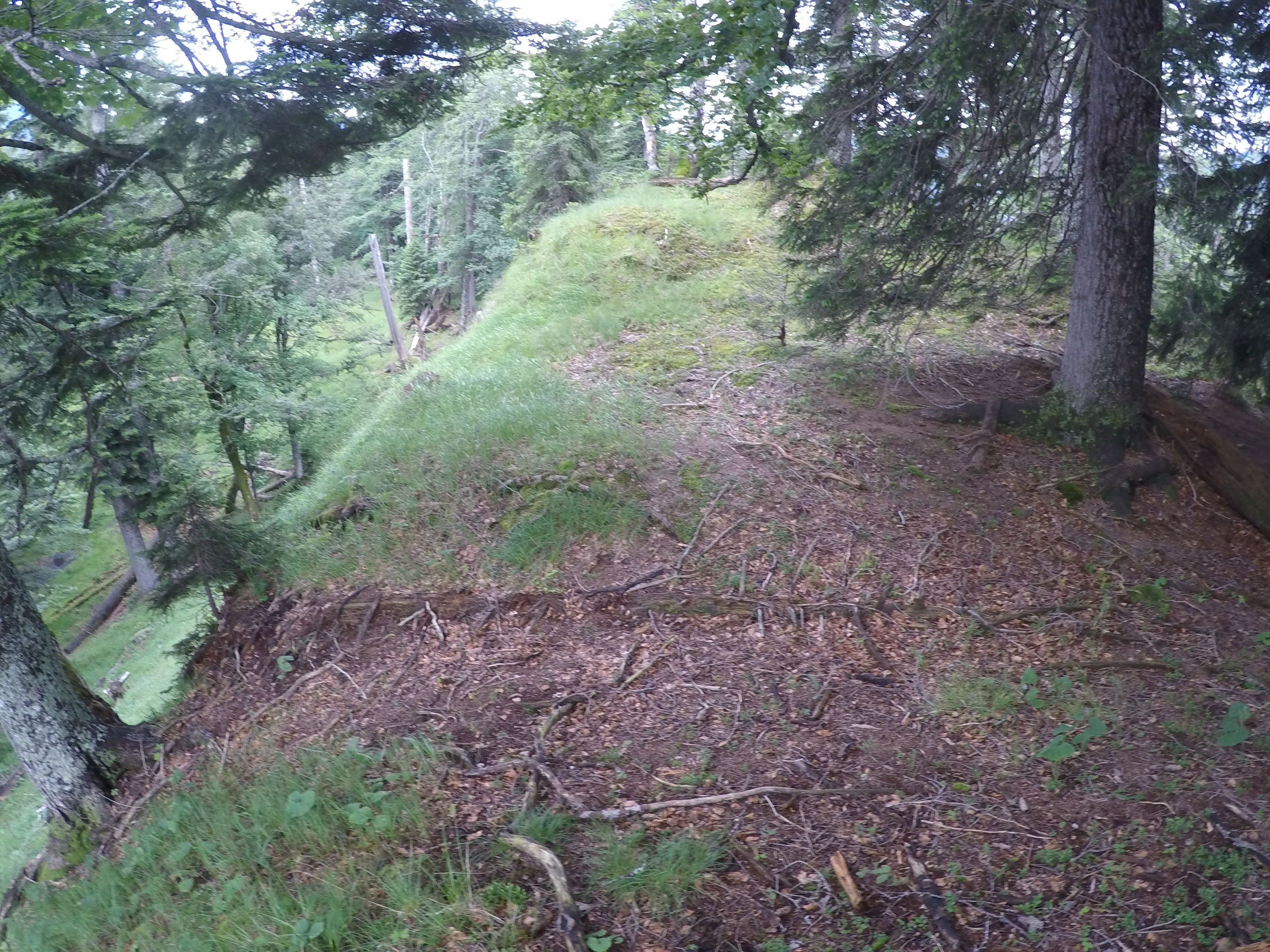

蘭格克貝格山（德語：Langeckberg），是德國的山峰，位於該國東南部，由巴伐利亞負責管轄，屬於巴伐利亞前阿爾卑斯山脈的一部分，距離沙特拉訥山1.1公里，海拔高度1,423米。